# بنیاد آموزه فراگیر دانش
بنیاد آموزهٔ فراگیر دانش ( آلمانی: Grundlage der gesammten Wissenschaftslehre   ) کتابی از فیلسوف آلمانی یوهان گوتلیب فیشته منتشرشده در سال ۱۷۹۴ یا ۱۷۹۵ است. این کتاب بر اساس سخنرانی های فیشته به عنوان استاد فلسفه در دانشگاه ینا ، بعداً در نسخه های مختلف منتشر شد. نسخه استاندارد Wissenschaftslehre در سال 1804 منتشر شد ، اما نسخه های دیگر پس از مرگ ظاهر شدند. 